# Route nationale 616
Die Route nationale 616, kurz N 616 oder RN 616, war eine französische Nationalstraße, die von 1933 bis 1973 zwischen Perpignan und einer Straßenkreuzung mit der ehemaligen Nationalstraße 614 westlich von Saint-Estève verlief. Ihre Länge betrug neun Kilometer.